# Liste der Baudenkmale in Rüting
In der Liste der Baudenkmale in Rüting sind alle denkmalgeschützten Bauten der mecklenburgischen Gemeinde Rüting und ihrer Ortsteile aufgelistet. Grundlage ist die Veröffentlichung der Denkmalliste des Kreises Nordwestmecklenburg mit dem Stand vom 16. September 2020.

## Baudenkmale nach Ortsteilen

### Rüting
| ID   | Lage                     | Bezeichnung                    | Beschreibung | Bild        |
| ---- | ------------------------ | ------------------------------ | --- | ----------- |
| 1230 | An der Mühle (Karte)     | Wassermühle                    | Wassermühle mit Speicher, Stall und Transformatorenhaus (Transformatorenhaus nach 2010 vom Eigentümer, e.on Deutschland, abgerissen) | Wassermühle |
| 1231 | Parkweg                  | Gutsanlage m. Stall u. Scheune | |             |
| 1232 | Schweriner Straße 36     | Gasthaus "Schmiedekrug"        | |             |
| 1233 | Straße nach Schildberg 6 | Bauernhaus                     | |             |

### Diedrichshagen
| ID  | Lage          | Bezeichnung                                                   | Beschreibung | Bild           |
| --- | ------------- | ------------------------------------------------------------- | --- | -------------- |
| 264 | (Karte)       | Kirche                                                        | Neugotische Dorfkirche aus Backstein vom 1861 über kreuzförmigen Grundriss, Chor mit 5/8-Schluss, spätgotischer, quadr., 60 Meter hoher Westturm vom 15. Jahrhundert, Innen: Neugotische Ausstattung, Friese-Orgel von 1861. | Weitere Bilder |
| 265 |               | Mausoleum                                                     | |                |
| 262 | Dorfstraße 20 | Bauernhof m. Hallenhaus, Scheune, Stall u. Wirtschaftsgebäude | |                |
| 263 | Dorfstraße 21 | Pfarrhaus                                                     | |                |

## Quelle
- Denkmalliste des Landkreises Nordwestmecklenburg (Stand: 9. November 2023; PDF, 1,2 MByte)